# Kazimierz Solski
Kazimierz Karol Solski (ur. 25 stycznia 1900 w Pikułowicach, zm. 1940 w Katyniu) – kapitan artylerii Wojska Polskiego, ofiara zbrodni katyńskiej.

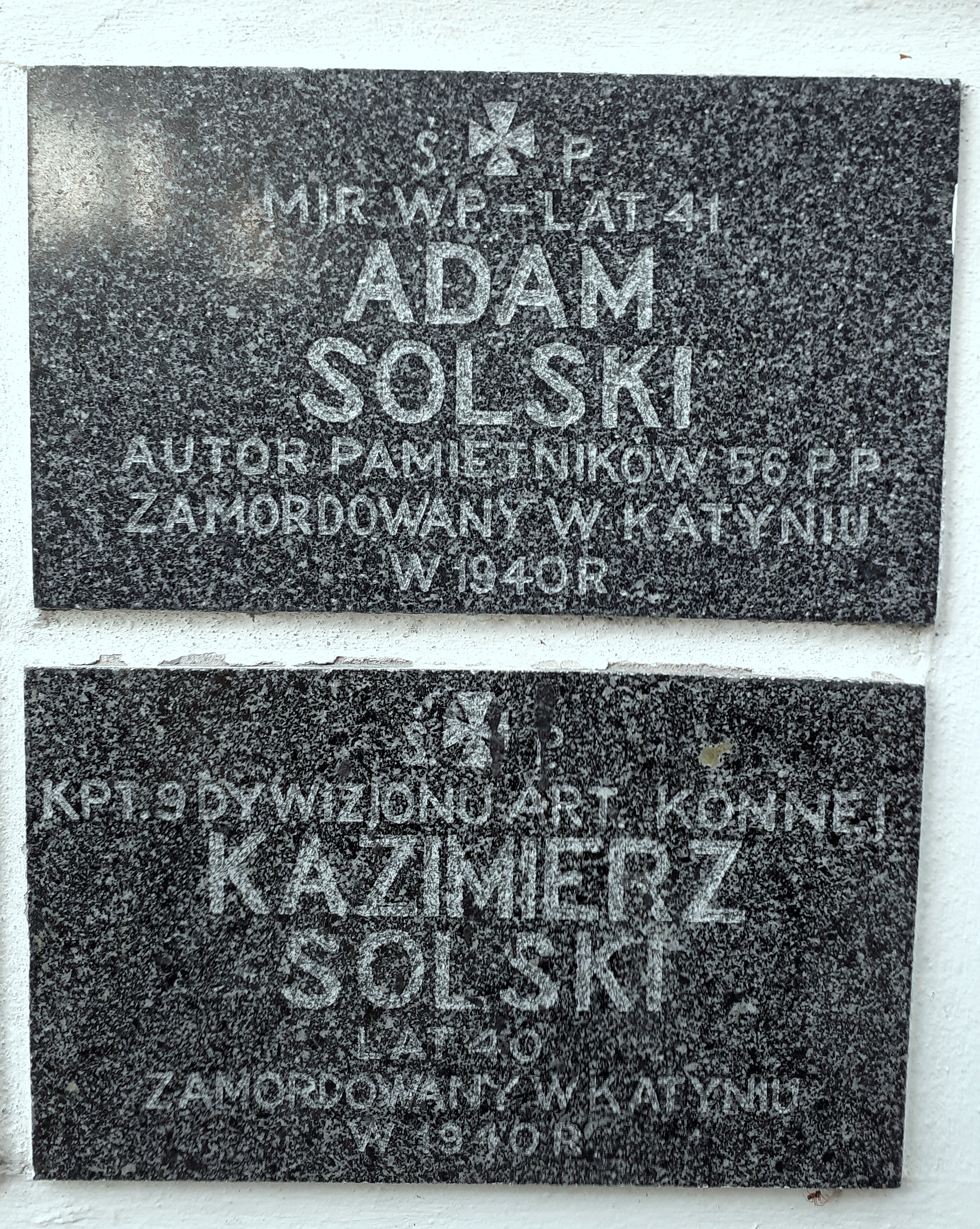
Tabliczka upamiętniająca braci Solskich na ścianie kościoła św. Karola Boromeusza w Warszawie

## Życiorys
Syn Mariana i Marii z domu Wantałowicz. Miał rodzeństwo: Adama (1895–1940), Stefę, Tadeusza oraz dwoje innych z pierwszego małżeństwa ojca.
Należał do Polskiej Organizacji Wojskowej. Uczestnik wojny polsko-bolszewickiej 1920 w szeregach 205 pułku artylerii polowej. Absolwent Szkoły Podchorążych Artylerii w Poznaniu z 1922. Został zawodowym oficerem Wojska Polskiego. Awansowany do stopnia podporucznika artylerii ze starszeństwem z dniem 1 stycznia 1922, następnie do stopnia porucznika artylerii ze starszeństwem z dniem 1 stycznia 1924. Służył w szeregach dywizjonów artylerii konnej 6 (1923, 1924), 13 (1928), 5, 9 oraz w 31 pułku artylerii lekkiej (1932). Został awansowany do stopnia porucznika w korpusie oficerów artylerii ze starszeństwem z dniem 1 stycznia 1924 (w 1928 zweryfikowany z lokatą 26). Później awansowany do stopnia kapitana. Podczas swojej służby był m.in. adiutantem gen. Władysława Andersa.
Po wybuchu II wojny światowej, kampanii wrześniowej i agresji ZSRR na Polskę z 17 września 1939, został wzięty do niewoli przez Armię Czerwoną i trafił do obozu jenieckiego w Kozielsku. Z zapisów w odnalezionym dzienniku osadzonego tam również jego brata Adama wynika, że obaj spotkali się na terenie kozielskiego obozu w dniu 5 listopada 1939. Na wiosnę 1940 został zabrany do Katynia i zamordowany prawdopodobnie 17 kwietnia 1940 przez funkcjonariuszy Obwodowego Zarządu NKWD w Smoleńsku oraz pracowników NKWD przybyłych z Moskwy na mocy decyzji Biura Politycznego KC WKP(b) z 5 marca 1940. Został pochowany na Polskim Cmentarzu Wojennym w Katyniu. 
Jego żoną była Halina, z domu Kawecka. Ich synem był Leszek Solski, który zginął 10 kwietnia 2010 w katastrofie polskiego samolotu Tu-154 w Smoleńsku, udając się wraz z polską delegacją na uroczystości 70. rocznicy zbrodni katyńskiej.

## Ordery i odznaczenia
- Medal Niepodległości (2 maja 1933)[14]
- Srebrny Krzyż Zasługi (22 maja 1939)[15]

## Upamiętnienie
Minister Obrony Narodowej decyzją Nr 439/MON z dnia 5 października 2007 awansował go pośmiertnie do stopnia majora. Nominacja została ogłoszona 9 listopada 2007 w Warszawie w trakcie uroczystości „Katyń Pamiętamy – Uczcijmy Pamięć Bohaterów”.
Przy Szkole Podstawowej nr 1 im. Janka Bytnara w Sianowie został zasadzony Dąb Pamięci upamiętniający Kazimierza Solskiego.
Kazimierzowi Solskiemu został poświęcony jeden z odcinków filmowego cyklu dokumentalnego pt. Epitafia katyńskie (2010).